# Art du royaume du Bénin

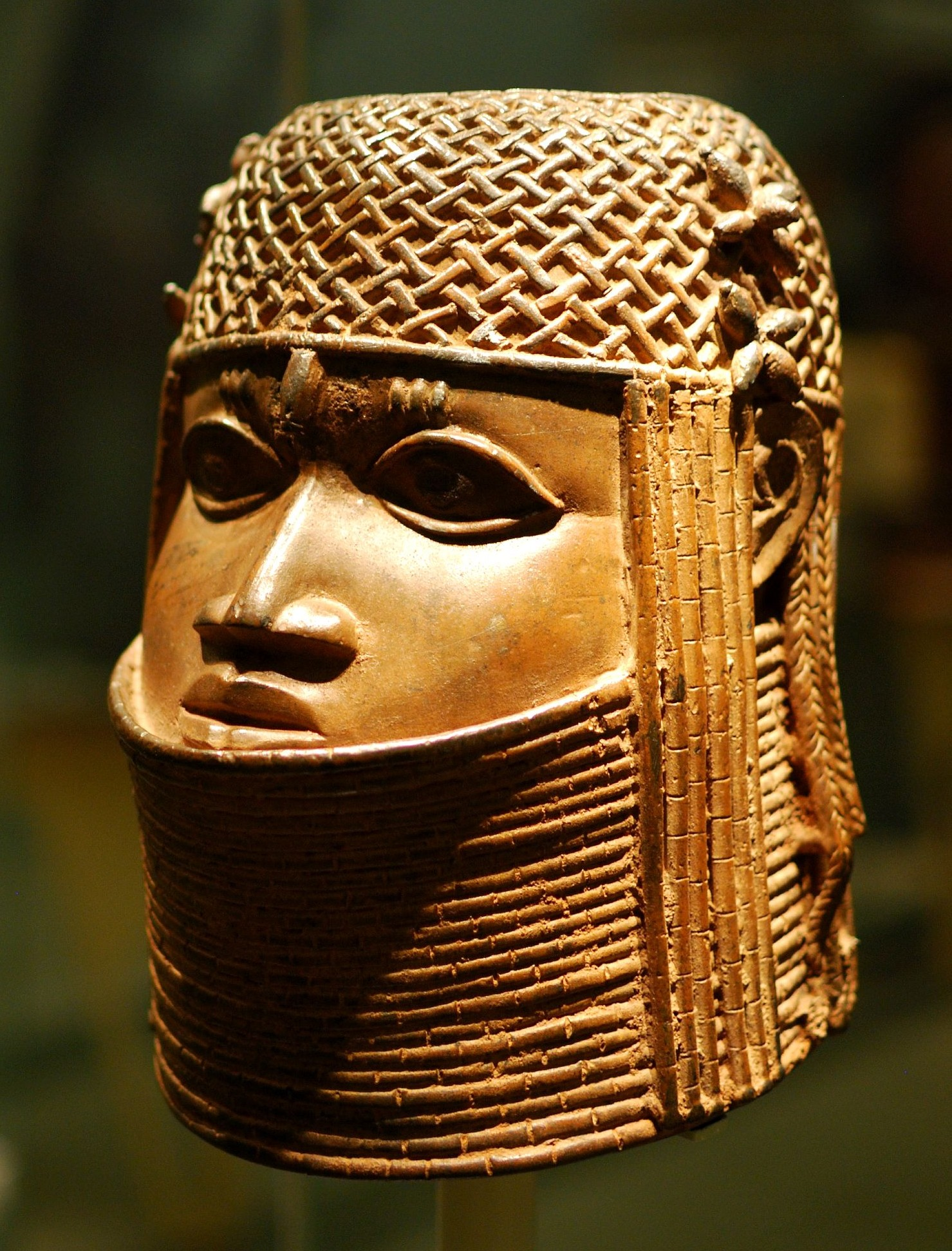
Bronze.

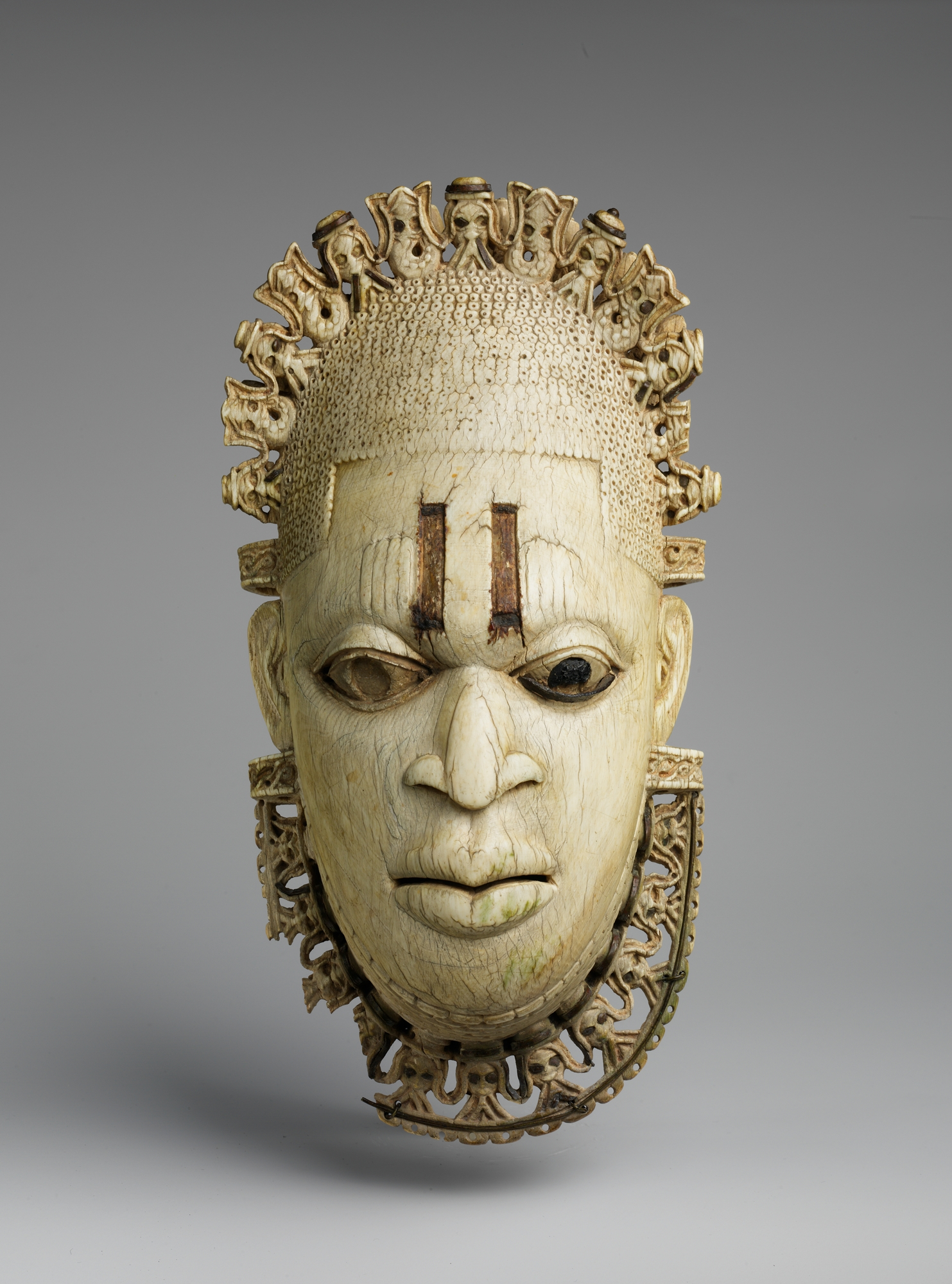
Masque-pendentif du Bénin.

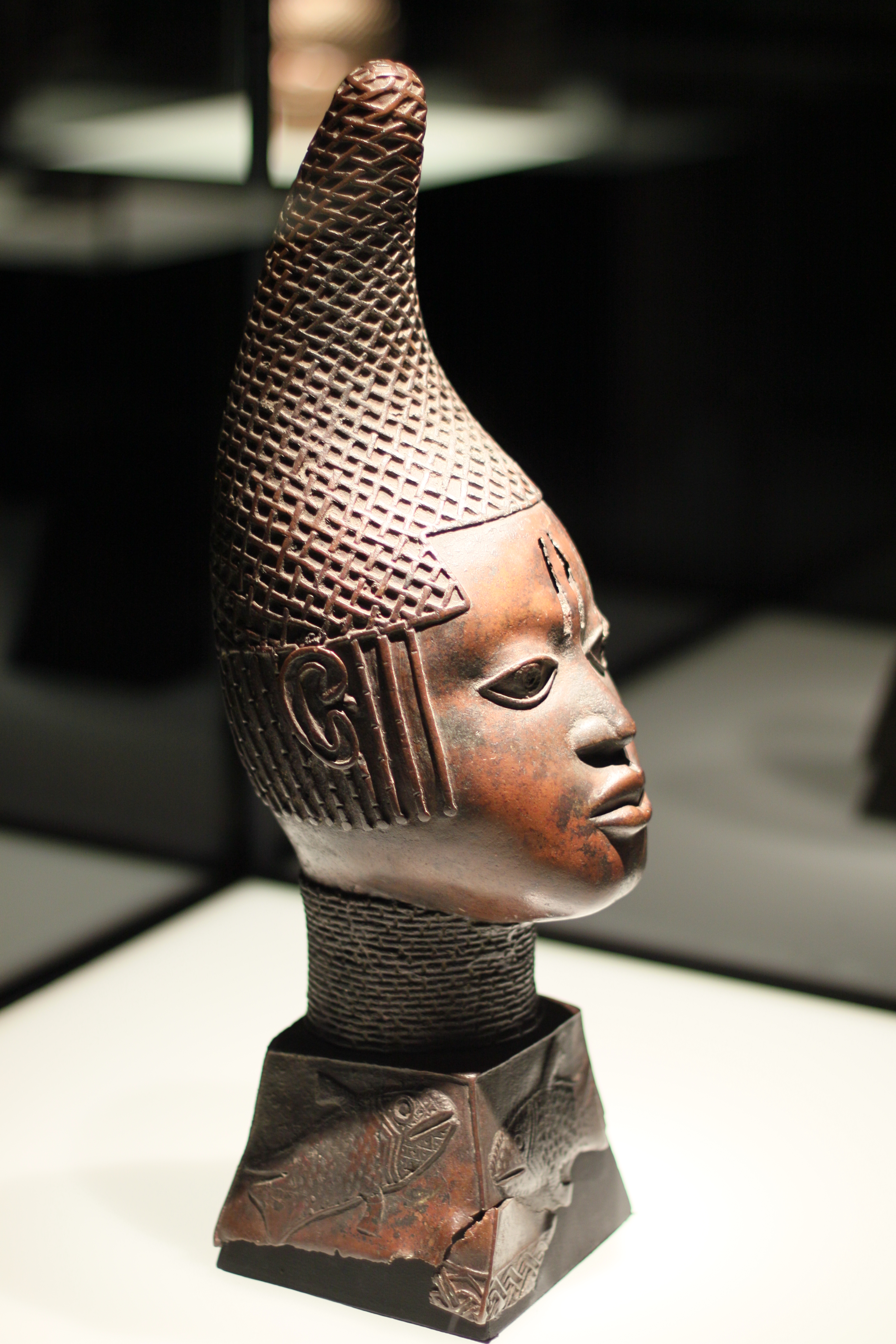
Tête en bronze de la reine Idia.

L'art du royaume du Bénin ou art béninois ou art de l'empire des Edos (1440–1897) est l'art de l'État africain précolonial situé dans ce qui est maintenant connu comme la région sud du Nigeria. Principalement fait de bronze coulé et d'ivoire sculpté, l'art béninois a été produit principalement pour la cour de l'Oba du Bénin, un souverain divin pour lequel les artisans ont produit une importante gamme d'objets pour les cérémonies. Toute la complexité de ces œuvres peut être appréciée à travers la prise de conscience et la prise en compte de deux perceptions culturelles complémentaires de l'art du royaume du Bénin : l'appréciation occidentale de ceux-ci principalement comme des œuvres d'art, et leur compréhension au Nigéria comme des pièces historiques et comme des dispositifs mnémoniques pour reconstruire l'histoire, ou comme des objets rituels. Cette signification originelle est d'une grande importance au royaume du Bénin.
Cet art s'est diffusé en Europe à la suite de l'expédition punitive britannique au Bénin de 1897, et pendant la période de colonisation qui a suivi. Il témoigne d'une grande maîtrise technique et raconte une histoire commerciale, politique et militaire longue et complexe, dans ses rapports, tant locaux qu'avec l'Europe à partir de la fin du XVe siècle.

## Importance de l'art dans la culture du royaume du Bénin
La culture béninoise n'a pas été dûment reconnue par les érudits occidentaux malgré la puissance du royaume du Bénin. L'histoire de la façon dont le royaume s'est constitué en tant que culture et nation commence par son histoire d'originelle :
Un homme immobile flottait sur l'eau et bientôt l'homme entendit la voix d'un esprit qui disait : « Ouvre les yeux ». Dès que l'homme a ouvert les yeux, il est devenu un avec l'esprit. Peu de temps après, un fouet et une coquille d'escargot apparaissent à côté de lui, et l'homme décide alors de fouetter le terrain sur lequel il se trouve. Un orbe doré est apparu, et cet orbe doré, qui sera plus tard connu sous le nom de soleil, apporte bonheur et chaleur à l'homme. Encore une fois, l'homme a frappé son fouet sur la terre, ce qui a fait apparaître des forêts et des animaux sauvages devant lui. Encore une fois, l'homme a frappé la terre avec son fouet, et un village plein de gens est apparu. Il est alors devenu connu comme le Lord du Ciel. En conséquence, il ordonna au village de construire un monticule de terre peint en blanc qui servirait de souvenir de son pouvoir et de sa création. Il reconnut alors un homme comme étant le prêtre, et il ordonna que le prêtre devait toujours porter du blanc.
L'histoire originelle du royaume du Bénin n'a pas été transmise par la littérature ou les écrits. Le Bénin en tant que culture est basé sur la tradition orale : toute l'histoire et les histoires que nous connaissons aujourd'hui du royaume ont été transmises de personne à personne, de génération en génération. Les bronzes du Bénin (ils sont en fait en laiton) et les autres œuvres d'art sont particulièrement importants pour les historiens car ils sont un élément clé de l'histoire de Benin City. De plus, les cuivres et les œuvres d'art du royaume du Bénin sont parmi les seuls exemples que les historiens ont des représentations physiques de la culture du royaume. Au début, la ville et la culture du royaume étaient uniquement basées sur l'hommage du chef, puis elles se sont enrichies et sont devenues plus puissantes grâce aux conquêtes faites par la guerre. Par exemple, la guerre d'Idah (1515-1516), guerre de religion lors de laquelle le royaume du Bénin a gagné, lui a porté préjudice : cette guerre a contribué à établir l'unité et le pouvoir derrière l'empire du Bénin ; les guerres auxquelles le Bénin a participé et les peuples conquis en ont fait une puissance impériale. Sous l'Oba Ewuare (v. 1440-1473) le royaume du Bénin devient un empire en conquérant d'autres terres. Cela conduit également à la formation de nombreuses routes commerciales et de villes payant des tributs. Les premiers Européens arrivés au royaume du Bénin ont été très impressionnés par la richesse et le développement du pays. La culture béninoise est une partie extrêmement importante de l'histoire car c'est une culture non basée sur la littérature, d'une grande dimension avant le XVIe siècle.

## Chronologie
Compte tenu des différences stylistiques, l'art du royaume du Bénin est divisé par certains auteurs, dont l'égyptologue Boris de Rachewiltz, en périodes comme suit:
| Non. | Nom                  | Durée         |
| ---- | -------------------- | ------------- |
| 1    | période archaïque    | origines-1360 |
| 2    | période antique      | 1360-1500     |
| 3    | période de floraison | 1500–1575     |
| 4    | période d'apogée     | 1575–1648     |
| 5    | « Renaissance »      | 1648–1691     |
| 6    | période de déclin    | 1691–1819     |

## Arts royaux du royaume du Bénin
Les arts royaux du royaume du Béninde la région sud du Nigéria affirment la centralité de l'Oba, ou roi divin, en dépeignant sa nature divine. Tout en constatant les événements historiques importants du royaume et l'implication de l'Oba dans ceux-ci, ils initient également les interactions de l'Oba avec le surnaturel et honorent ses ancêtres déifiés, forgeant une continuité vitale pour le bien-être du royaume.
Les matériaux utilisés dans les arts royaux du Bénin - principalement le laiton, l'ivoire et le corail - sont dotés d'un pouvoir sacré. La valeur innée de ces matériaux au royaume du Bénin et le temps et les compétences investis dans leur travail reflètent l'influence terrestre et surnaturelle de l'Oba et la grande richesse de son royaume. Les arts royaux du Bénin appartiennent à une tradition qui privilégie la convention tout en favorisant la créativité et l'innovation, notamment en tant que reflet de la prérogative royale. Au fil du temps, les dirigeants ont utilisé les arts pour interpréter l'histoire du royaume et orienter le passé dans le but de soutenir leurs propres initiatives et de définir leurs images pour la postérité.
Bien qu'il ne soit connu du public occidental qu'après l'expédition punitive britannique au Bénin de 1897, l'art béninois existe depuis au moins le XIIIe siècle.

## Autels ancestraux

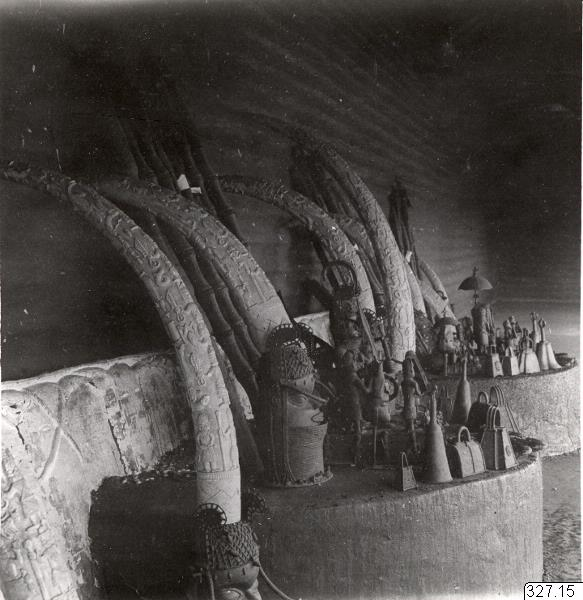
Deux autels ancestraux, au premier plan celui de l'Oba Akenzua II, 1936.

Tout Oba nouvellement installé est chargé de créer un autel dédié à son père, de commander les objets appropriés pour l'orner et de l'animer régulièrement avec des sacrifices de nourriture ou de sang animal. L'Oba fait de même pour sa mère si elle a atteint le titre d'iyoba, ou reine mère. Alors que des cloches et des bâtons de hochet sont placés sur tous les autels ancestraux, les défenses en ivoire et les têtes commémoratives en laiton sont fabriquées spécifiquement pour les autels royaux. Associés au commerce, l'ivoire et le laiton sont durables et précieux, et leurs couleurs - le blanc comme l'argile sacrée de kaolin et le rouge comme le feu et les perles de corail - sont liées au pouvoir royal.
Avant la conquête britannique, la cour d'un Oba est le point central des rituels en son honneur. Les troupes britanniques signalent 18 autels dédiés aux anciens Obas lorsqu'ils prennent possession du palais en 1897. Aujourd'hui, tous les autels royaux sont regroupés dans une seule cour.
L'un des objets uniques à l'art béninois est le Ikegobo, ou « autel à la main », qui célèbre les réalisations d'individus exceptionnels. La main est associée à l'action et à la productivité, et est considérée comme source de richesse, de statut et de succès pour tous ceux qui dépendent de l'habileté manuelle et de la force physique. Les autels de ce genre sont commandés en terre cuite, en bois ou en laiton, selon le statut du mécène.

## Art lié aux rituels de la cour

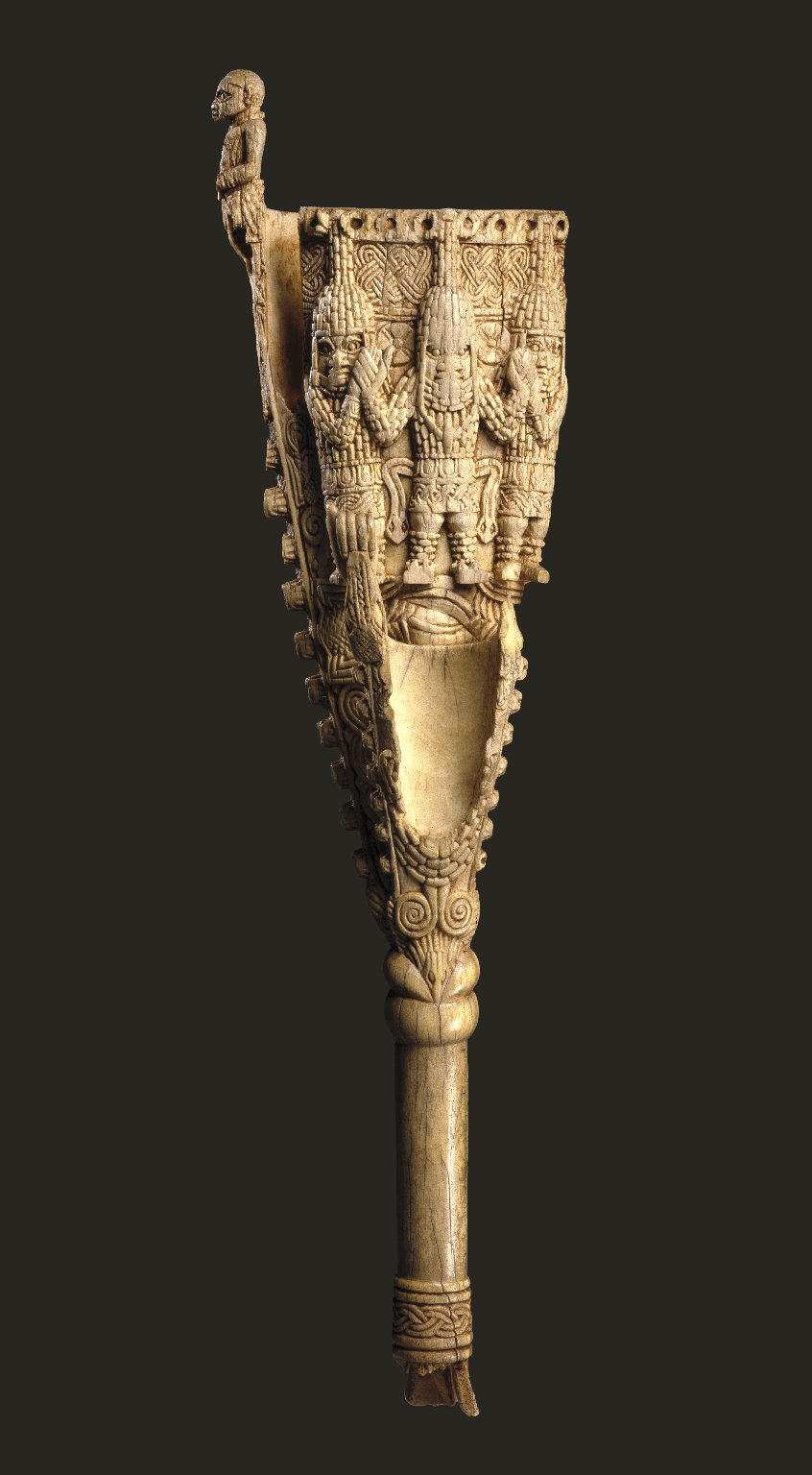
Cette double cloche en ivoire (Egogo) est l'une des plus anciennes sculptures en ivoire d'Afrique ; seules six de ces cloches en ivoire sont connues. Elles étaient utilisés par l'Oba lors de la cérémonie de l'Emobo pour chasser les mauvais esprits, sculptées avec l'Oba, soutenu par son commandant militaire et son héritier.

Les cérémonies privées et publiques marquent de nombreux moments importants du calendrier annuel du royaume du Bénin. Une série de rites élaborés étaient exécutés tout au long de l'année pour assurer le soutien de l'autre monde au bien-être du royaume et pour célébrer les événements décisifs de l'histoire du royaume. Par commodité, l'actuel monarque, l'Oba Erediauwa II, met l'accent sur la fête de fin d'année appelée Igue, qui se tient pendant les vacances d'hiver pour permettre au plus grand nombre d'y assister. L'Igue comprend une séquence de rituels qui renouvellent les pouvoirs surnaturels de l'Oba et purifient les esprits indisciplinés du royaume.
Les autres fêtes rituelles importantes du royaume incluent Ague, où les premières ignames bourgeonnées sont bénies dans l'espoir d'une récolte réussie ; Ugie Ivie, le Festival des perles, lors duquel les insignes de corail et de pierre rouge de l'Oba sont baignés de sang de vache pour le réinvestir d'une force spirituelle ; Ugie Erha Oba, qui honore le père de l'Oba et tous les ancêtres paternels ; Oduduwa, une mascarade qui honore également les ancêtres paternels de l'Oba ; et Ugie Oro, célébrant la victoire de l'Oba Esigie sur le royaume d'Idah au XVIe siècle.
La cloche cérémonielle est portée autour de la taille par les notables et les chefs de guerre de l'entourage de l'oba lors des cérémonies et des défilés. Objet cultuel, elle figure sur les autels dédiés aux esprits protecteurs et aux mânes des ancêtres, qu'elle convoque par son tintement pour débuter les prières et les offrandes.
Les doubles cloches en ivoire finement sculpté sont des exemples d'art liés aux rituels à la cour. Elles sont appelés  « doubles cloches » en raison de la seconde coupelle résonnante plus petite à l'avant. Typiquement, l'image centrale est l'Oba en costume de corail soutenu par les grands prêtres Osa et Osuan, des fonctionnaires qui s'occupent des autels des deux dieux patrons du royaume. Ces cloches sont encore portées aujourd'hui par l'Oba pendant l'Emobo, le dernier des rites du festival Igue. L'Oba tape doucement sur l'instrument en ivoire, créant un son rythmique pour calmer et chasser les esprits indisciplinés du royaume.

## Imagerie du léopard
L'Oba est métaphoriquement appelé « le léopard de la maison », et les images du félin magnifique, rusé et extrêmement dangereux apparaissent fréquemment dans les arts royaux du Bénin. Avant l'invasion britannique en 1897, des léopards domestiqués étaient gardés dans le palais pour démontrer la maîtrise de l'Oba sur le désert. L'imagerie du léopard est également fréquemment liée à la puissance militaire de l'Oba.

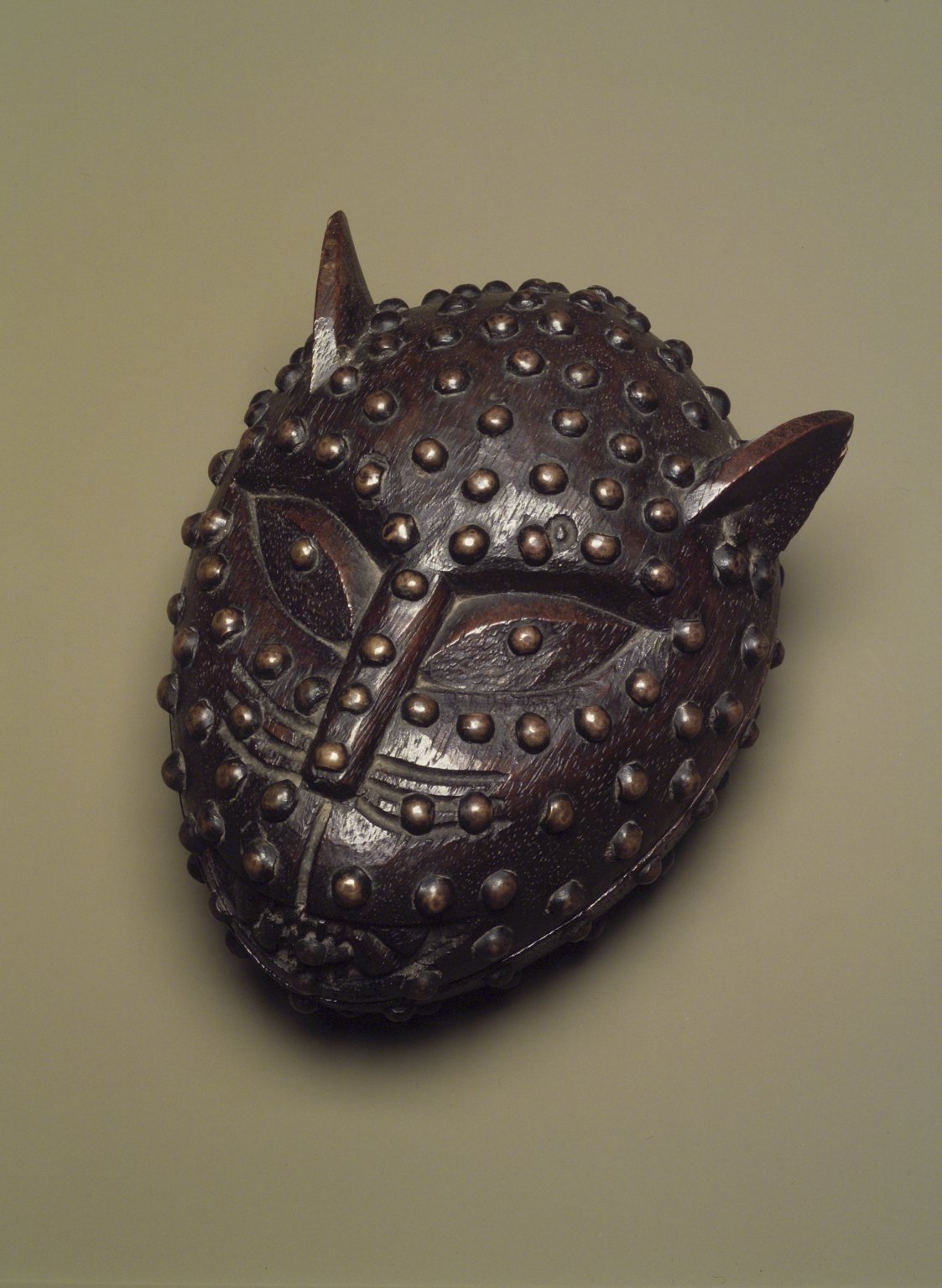
Boîte en forme de tête de léopard ; XIXe siècle ; 17,1 x 14 cm ; Brooklyn Museum New York. Cette boîte a été utilisée pour conserver des noix de kola présentées aux visiteurs à la cour royale du Bénin. Les léopards sont l’un des animaux les plus souvent représentés dans l’art africain. Intelligents et courageux, ils servent souvent de métaphores à des individus ou des associations puissants.
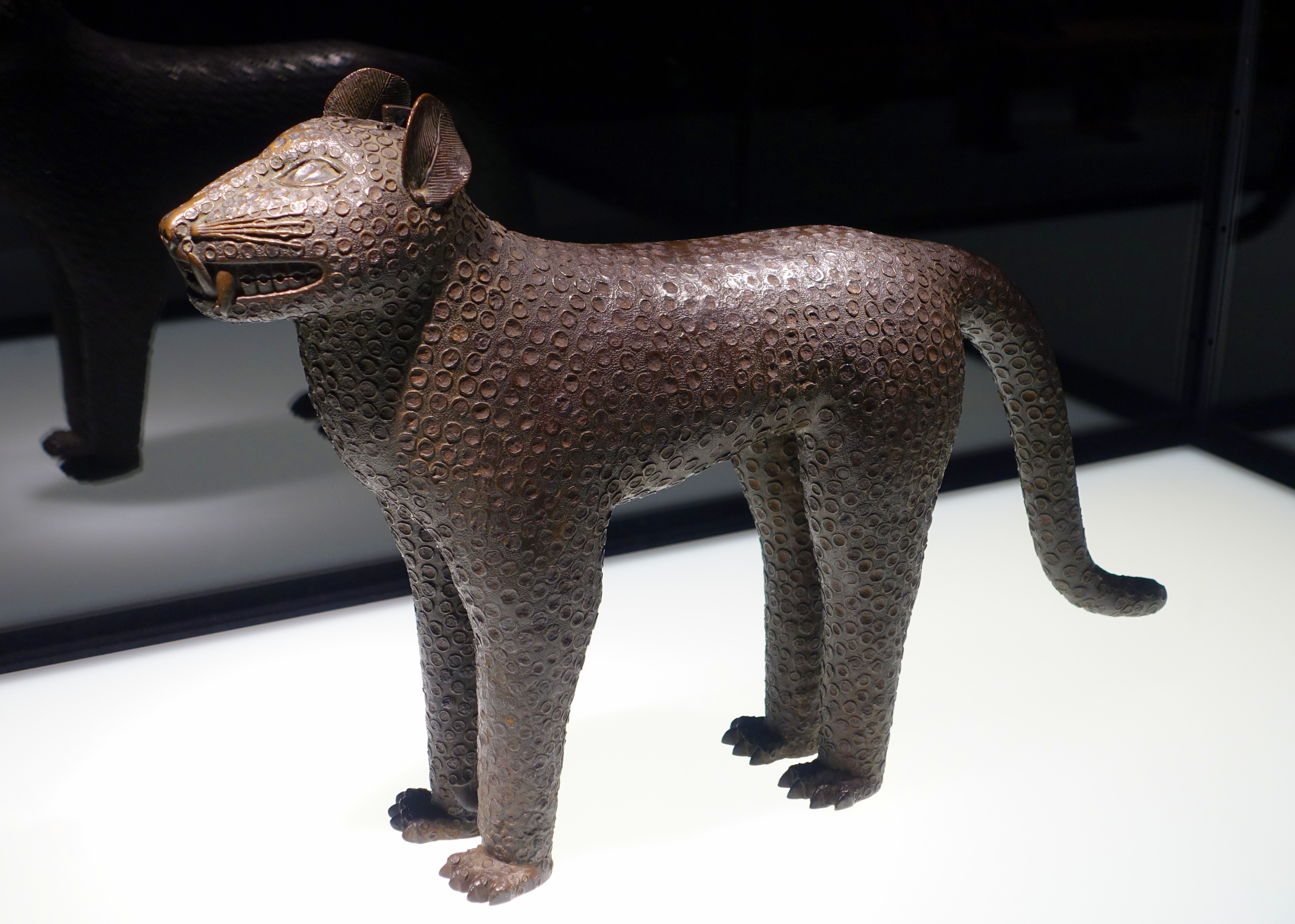
Aquamanile ; XVIIe siècle; laiton; Musée ethnologique de Berlin (Allemagne).
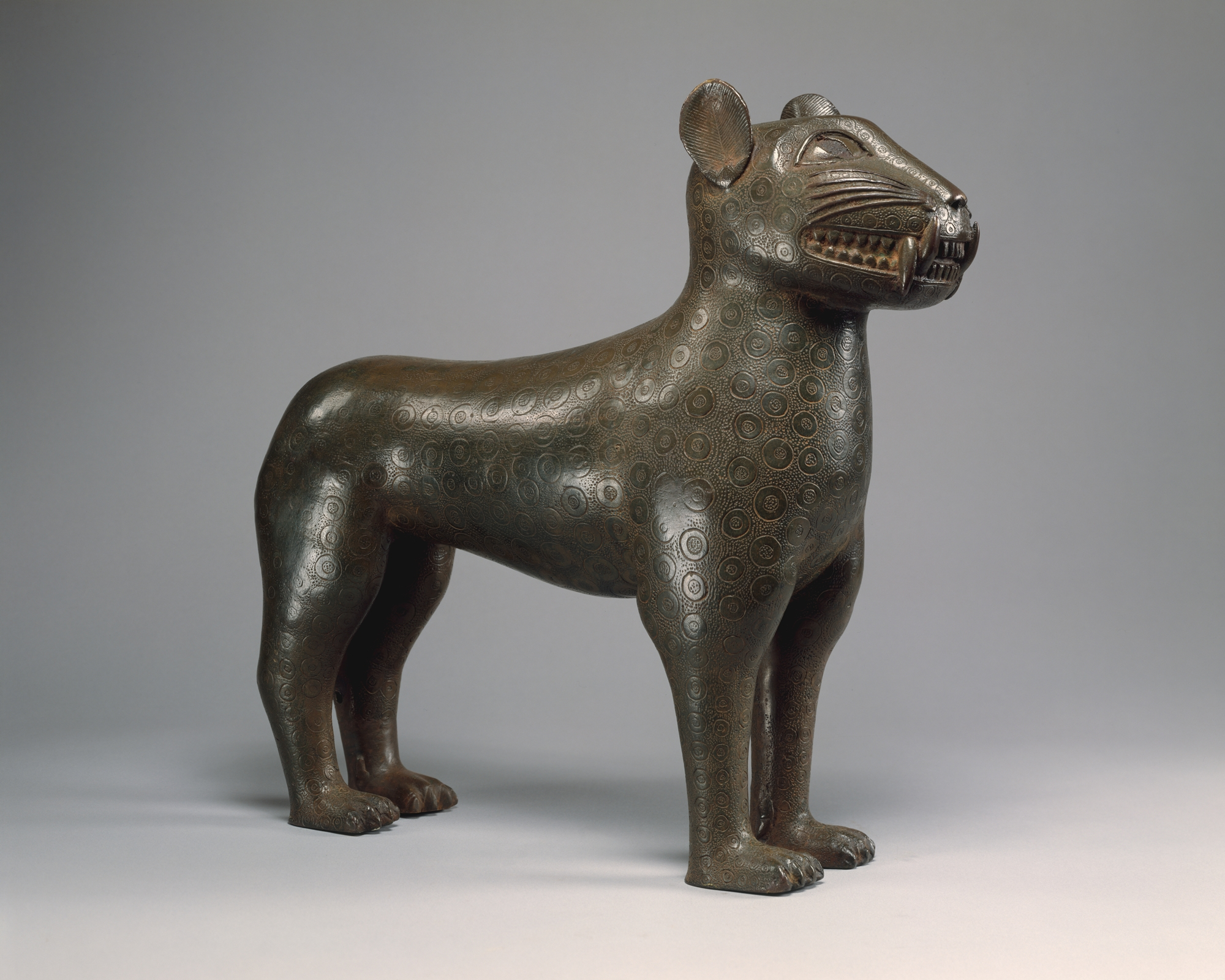
Léopard ; 1550-1680 ; bronze ; Metropolitan Museum of Art (New York).

## Insignes de l'Oba
Le droit divin de gouverner de l'Oba est réitéré dans ses insignes. Ses couronnes, chemises, tabliers, colliers et accessoires de corail font référence à ceux que l'Oba Ewuare aurait volés à Olokun, le dieu des eaux et de la prospérité. Le corail et les pierres rouges telles que le jaspe et l'agate sont également remplis d'énergie surnaturelle, ou ase, tout comme l'ivoire d'éléphant et le laiton, deux autres matériaux précieux que l'Oba a historiquement contrôlés.
Malgré son statut divin, l'Oba ne peut gouverner seul. Il doit compter sur les autres pour accomplir son destin, une dépendance qui s'exprime physiquement lorsqu'il marche ou s'assied, les bras soutenus aux coudes et aux poignets par des préposés qui l'aident à supporter le poids de ses insignes, un rappel constant du fardeau de la royauté.

## Les fondeurs de laiton
Les fondeurs de laiton (igun eronmwon) sont la guilde artisanale la plus élevée au sein de la structure hiérarchique de la société Iwebo, suivis des forgerons (igun ematon) et des sculpteurs d'ivoire et de bois (igbesanwan).
Les origines de la fonte du laiton au royaume du Bénin font débat. Une histoire populaire attribue à l'Oba Oguola (intronisé vers 1280) l'envoi d'un maître fondeur de laiton d'Ife, la capitale de l'ancien royaume d'Ife au nord-ouest, et la création ultérieure d'une guilde royale de moulage de laiton,. D'autres suggèrent que la fonte du laiton s'est développée indépendamment dans le royaume et peut avoir mutuellement bénéficié des échanges avec Ife. Les fondeurs des deux régions ont utilisé la méthode de la cire perdue, dans laquelle un modèle en cire détaillé avec précision est formé sur un noyau d'argile. Lorsque le modèle est terminé, l'argile est soigneusement appliquée sur la cire. Elle est ensuite chauffée, faisant fondre la cire, qui sort d'un canal étroit. Ensuite, le métal en fusion est versé dans le moule. Une fois refroidie, l'argile durcie est ébréchée, laissant derrière elle une image alors coulée en bronze,.

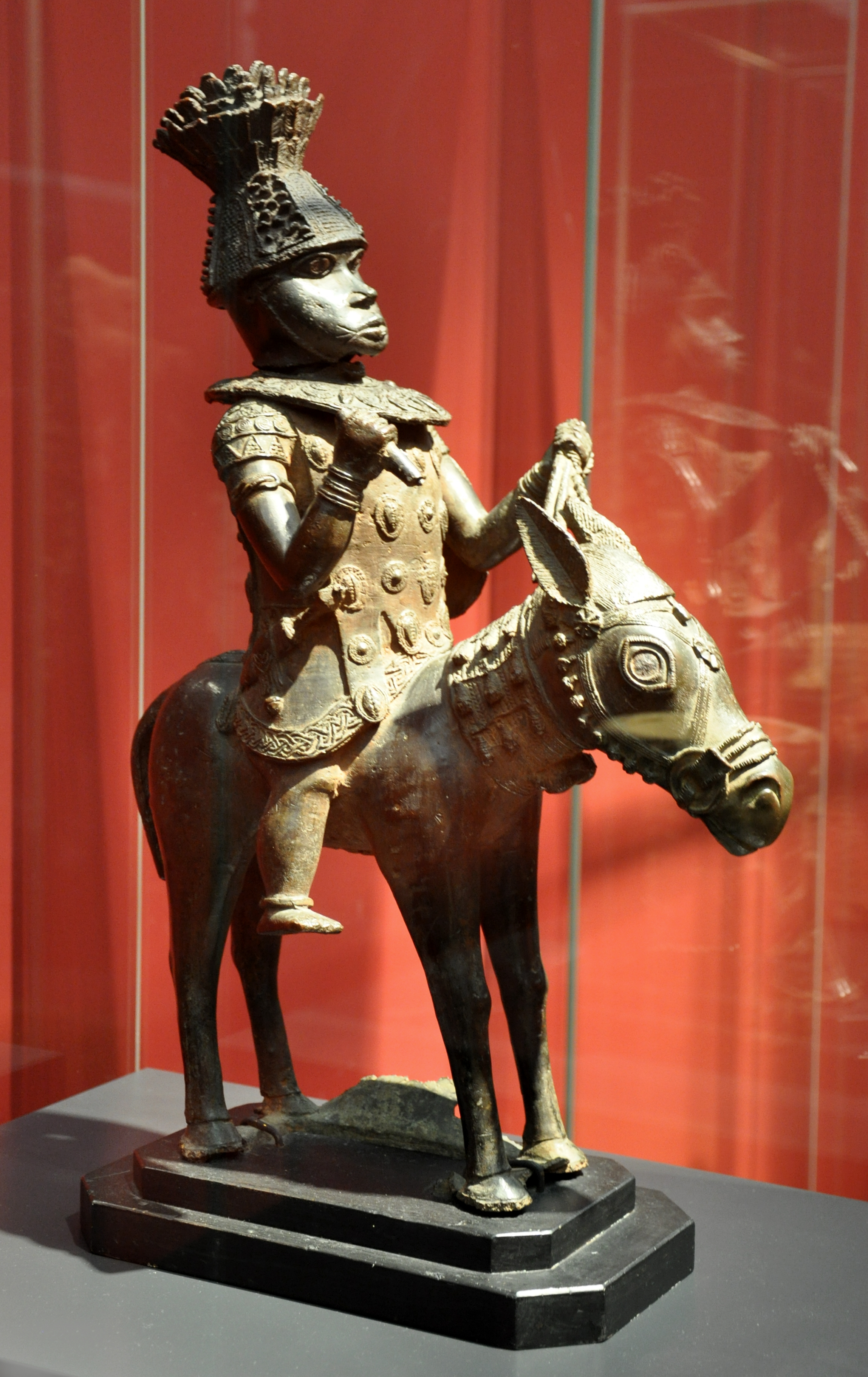
Cheval et cavalier ; XVIe – XVIIe siècle ; Museum Rietberg (Zurich, Suisse)
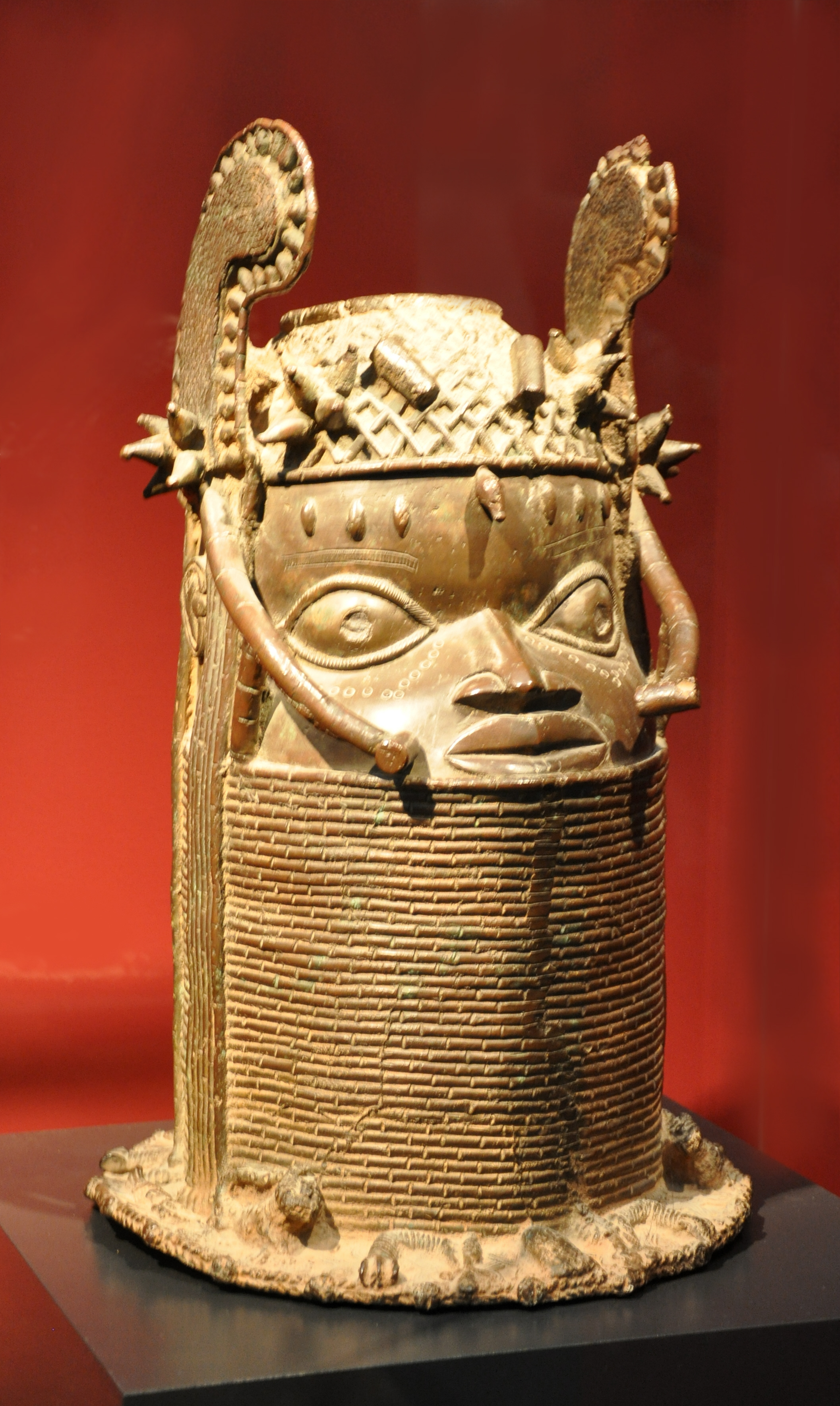
Portrait du roi Osemwende ; vers 1810 ; Museum Rietberg

## Conséquences de l'expédition punitive de 1897
Le déclin de l'art béninois s'est produit à la fin du XIXe siècle lorsque l'expédition au Bénin de 1897 ,, par les Britanniques a causé une altération de la création artistique. Le 18 février 1897, les Britanniques arrivent à Benin City pour punir un massacre. Les possessions de l'Oba et de sa cour deviennent un butin de guerre. Les objets sont rassemblés sans se soucier de leur signification ; aucun enregistrement systématique n'est conservé de leur regroupement ou de leur emplacement. Beaucoup de ces objets ont été vendus à Londres pour couvrir les frais de l'expédition.
En avril 2021, l'Allemagne a accepté de restituer au Nigeria actuel les bronzes béninois que leurs troupes avaient pillés au royaume du Bénin. Fin 2021, le Smithsonian Institution de Washington DC a retiré les bronzes du Bénin qu'ils ont des salles d'exposition et dit avoir l'intention de les rendre,.

## Enjeux actuels autour du retour de l'art béninois pillé

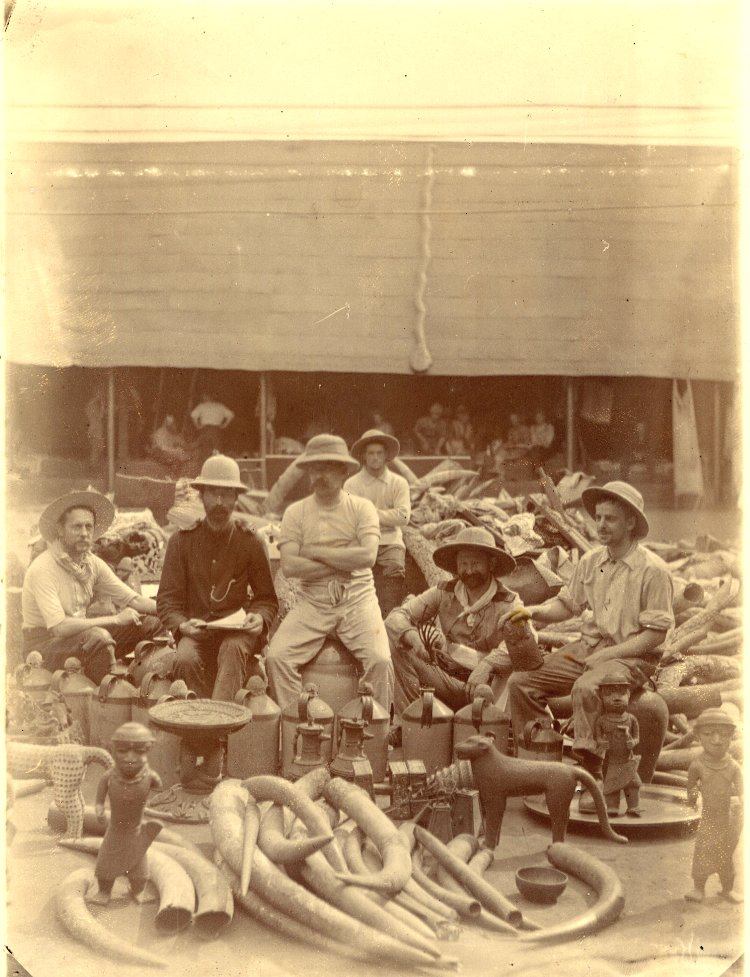
Objets pillés lors du raid punitif du Bénin, 1897.

Après le pillage britannique en 1897 de l'enceinte d'Oba Ovonramwen en représailles au meurtre de diplomates britanniques, la plupart des œuvres d'art béninois ont été vendues aux enchères à Londres. Le royaume du Bénin, situé maintenant dans le Nigéria moderne, demande le retour de ses objets d'art, qui sont répartis dans des pays occidentaux tels que la Grande-Bretagne, l'Allemagne et les États-Unis. En 2007, les musées occidentaux ont rejoint le Nigeria dans le Benin Dialogue Group pour ouvrir une discussion sur la récupération des œuvres d'art. Le mouvement a peu bougé jusqu'à la vague du mouvement Black Lives Matter. De nombreux pays, universités et musées ont rendu ou promis de rendre leurs pièces.
Avec le retour des œuvres volées, beaucoup s'inquiètent du sort de l'art, car il y a aujourd'hui une bataille pour la possession au Nigeria entre trois parties : le descendant du dernier Oba, l'actuel gouverneur fédéral, Godwin Nogheghase Obaseki, et l'État du Nigéria. L'Oba actuel estime que la famille royale a des droits légaux sur les œuvres d'art. Les critiques disent que donner les œuvres d'art à une seule famille pourrait ne pas bien se passer puisque la famille royale n'a plus de pouvoir. Pendant ce temps, le gouverneur envisage la création d'un musée. Les critiques affirment qu'une fois que l'actuel gouverneur Godwin Nogheghase Obaseki quittera ses fonctions en 2024, les projets de musée seront abandonnés. L'État du Nigéria estime qu'il a le droit de revendiquer les œuvres d'art, mais beaucoup craignent la corruption et la mauvaise gestion des gouvernements nigérians, citant, par exemple, l'incident de 1973 lorsque le chef de l'État de l'époque, le général Yakubu Gowon, est entré dans le musée national du Nigeria à Lagos et a pris l'une des têtes du Bénin et l'a offerte à la reine-mère Elizabeth ; cette pièce demeure aujourd'hui dans la Royal Collection de Grande-Bretagne.
En 2022, la plateforme numérique Digital Benin est mise en ligne. Cette base de données recense les objets du Royaume u Bénin conservés dans les musées et institutions du monde.